# Sapphirina iris
Sapphirina iris är en kräftdjursart som beskrevs av James Dwight Dana 1849. Sapphirina iris ingår i släktet Sapphirina och familjen Sapphirinidae. Inga underarter finns listade i Catalogue of Life.